# Хорњи Трешњовец
Хорњи Трешњовец (чеш. Horní Třešňovec) је насељено мјесто са административним статусом сеоске општине (чеш. obec) у округу Усти на Орлици, у Пардубичком крају, Чешка Република.

## Становништво
Према подацима о броју становника из 2014. године насеље је имало 621 становника.